# VinFast VF 7
VinFast VF 7 – elektryczny samochód osobowy typu crossover klasy kompaktowej produkowany pod wietnamską marką VinFast od 2023 roku.

## Historia i opis modelu

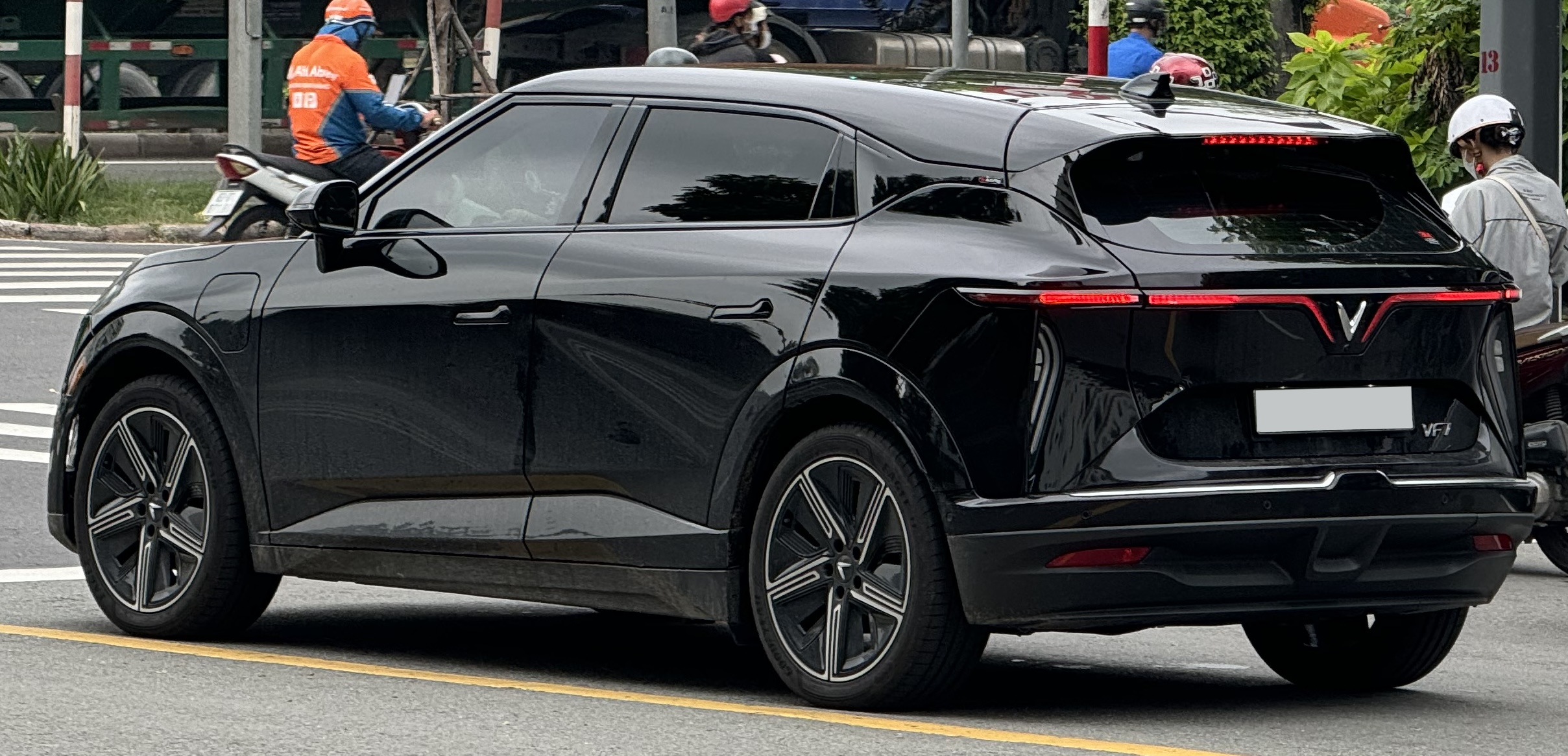
VinFast VF 7 - tył

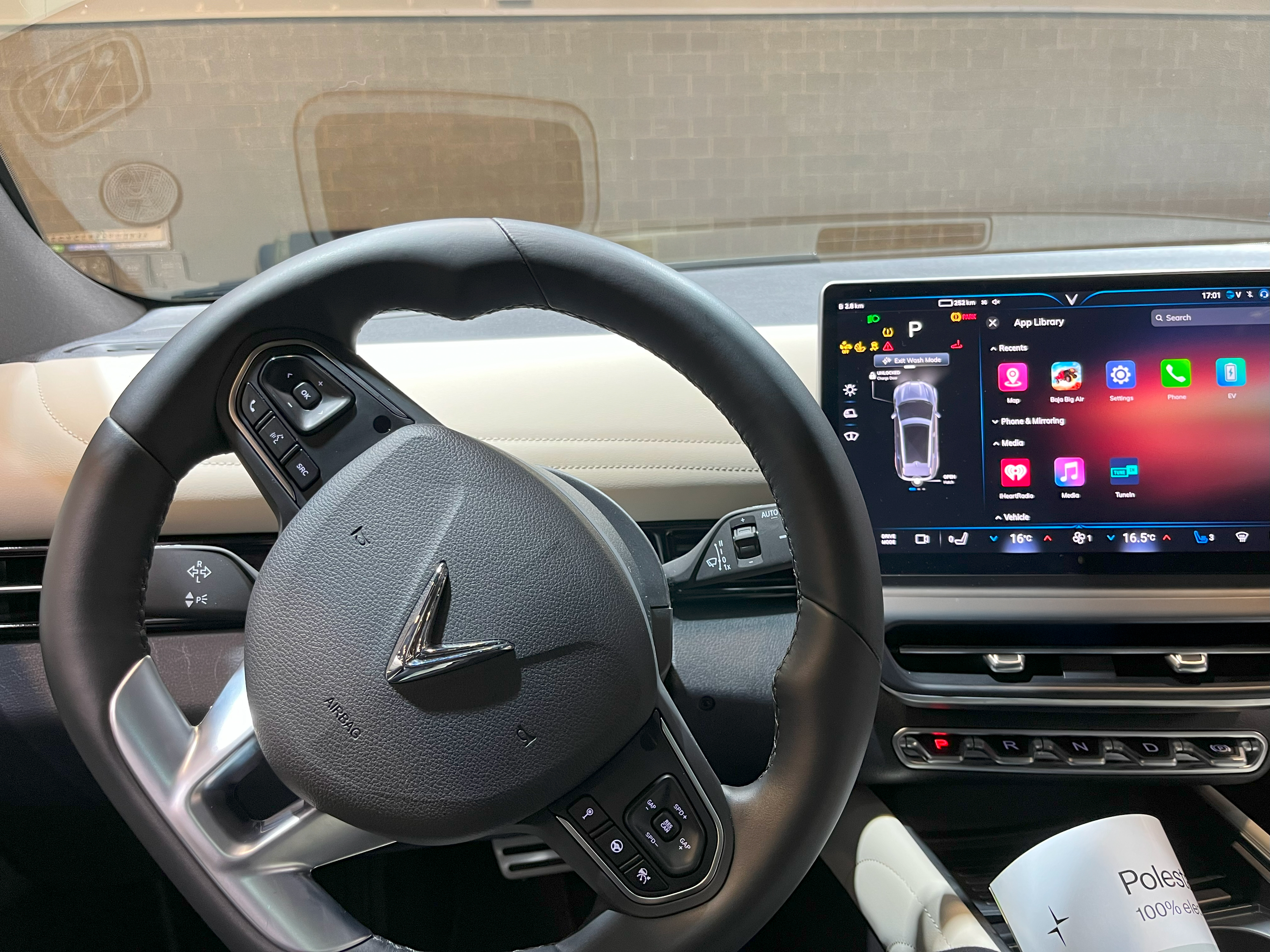
VinFast VF 7 - tył

Podczas międzynarodowych targów technologicznych CES 2022 w Las Vegas wietnamski VinFast miał swoją amerykańską premierę, przedstawiając tam nie tylko swoją dotychczasową gamę nowych samochodów elektrycznych, ale i prezentując studyjne zapowiedzi trzech kolejnych modeli bliskich produkcyjnej postaci. W tym gronie znalazł się kompaktowy crossover VF 7, który w seryjnej formie zadebiutował w listopadzie 2022 razem z mniejszym modelem VF 6.
VinFast VF 7 utrzymany został w awangardowym wzornictwie, ze stylizacją opracowaną przez włoskie studio projektowe Torino Design. Masywna sylwetka z wysoko poprowadzoną, niewielką linią szyb została wzbogacona licznymi ostro zarysowanymi przetłoczeniami, a także przednim oraz tylnym oświelteniem utrzymanym w motywie wąskich pasów świetlnych w motywie litery "V".
Podobnie jak inne modele z nowej gamy elektrycznych modeli VinFasta, VF 7 zyskał kabinę pasażerską utrzymaną w cyfrowo-minimalistycznym wzornictwie. Wszelkie funkcje oraz wskazania zgromadzone zostały w dużym, centralnym dotykowym ekranie skierowanym ku kierowcy, charakteryzując się przekątną 15,6 cala. Wyświetlacz pełni funkcję sterowania systemem multimedialnym, a także przedstawia wskazania prędkościomierza czy nawigacji. Wśród elementów wyposażenia znalazł się m.in. wyświetlacz head-up display, tapicerka ze sztucznej skóry czy szklany dach.

### Sprzedaż
Podobnie jak w przypadku równolegle debiutującego VF 6, początek produkcji VinFasta VF 7 został wyznaczony w wietnamskich zakładach firmy w Hajfong na trzeci kwartał 2023 roku. Głównymi rynkami zbytu dla kompaktowego crossovera są Stany Zjednoczone oraz Europa Zachodnia, z planami sprzedaży także w innych regionach globalnych.

### Dane techniczne
VinFast VF 7 jest samochodem w pełni elektrycznym, do napędu którego przewidziano dwie odmiany, obie przenoszące moc na oś przednią.  Podstawowa Eco zasilana jest silnikiem o mocy 201 KM i 310 Nm maksymalnego momentu obrotowego, z kolei topowa Plus rozwija moc 349 KM i 500 Nm maksymalnego momentu obrotowego. Podstawowa odmiana ma osiągać ok. 418 kilometrów zasięgu na jednym ładowaniu, z kolei topowa ok. 400 kilometrów przy nieokreślonych jeszcze parametrach dostępnych akumulatorów.